# Stig Kernell
Stig Åke Kernell,  född 10 januari 1922 i Svanshals församling, Östergötlands län, död den 6 april 2014 i Säby församling, Jönköpings län, var en svensk ingenjör, flygare och skribent med fokus på flyg och flyghistoria.

## Biografi
Kernell föddes i Vadstena och växte upp i Södertälje. Han blev tidigt intresserad av modellflyg och blev i tonåren ordförande i modellflygsektionen av Östra Sörmlands Flygklubb, Segelflygsektionen. Han lärde sig flyga segelflyg när han var 16 år och blev instruktör när han var 18. Han utbildade sig till ingenjör och började arbeta vid Blekinge flygflottilj F 17 Kallinge. År 1954 fick han en belöning på 1 500 kr av regeringen som ett tack för "förtjänstfullt och omfattande arbete på fritid för rationalisering och förbättring av flottiljverkstaden vid F 17" och fick därefter placering vid flygförvaltningen i Stockholm.
Han var vid ett stort antal tillfällen anlitad som speaker på flygdagar runt om i Sverige, och byggde upp Sveriges största antikvariat för flygböcker.
År 1983 tog Kernell tillsammans med en annan flygboksentusiast, Lars E. Lundin, initiativet till ett "flygboksseminarium" som anordnades första gången i september 1984 i Flygets hus på Malmen, Linköping. Träffen väckte stort intresse och har sedan dess anordnats årligen under namnet Flyglitteraturträffen Malmen – FLIT, och blivit en mötesplats för författare, förläggare, samlare, illustratörer och läsare av flyglitteratur.
Vid Kernells bortgång 2014 infördes enligt hans instruktioner till begravningsbyrån i Tranås annons i DN och SvD med texten "Stig Kernell Jag är död. Tranås den 6 april 2014". Den kortfattade annonsen gjorde många nyfikna på den anspråkslöse Kernell som under sitt liv delade med sig av sitt flygintresse och kunnande.
Efter Kernells bortgång instiftades ett hederspris till Stig Kernells minne – Kernellpriset – som delas ut för förtjänstfulla insatser inom området svensk flyglitteratur på Flyglitteraturträffen.